# Wierookvat
Een wierookvat (in het Latijn turibulum of thuribulum) is een vat waarin wierook verbrand wordt. De misdienaar die het wierookvat draagt (en soms ook bedient) is de thuriferarius, thuriferar of wierookdrager.

## Gebruik
Het wierookvat wordt gebruikt om te bewieroken. Dit is een oud gebruik om belangrijke en heilige mensen of objecten te vereren. Het bewieroken gebeurt door het begin van de ketting in de linkerhand te houden en in de rechterhand het midden van de kettingen te houden. Vervolgens verheft men de rechterhand waarna men een korte zwaai (soms meerdere) met het vat maakt. 
Meestal bestaat een wierookvat uit een schaal met deksel. Aan de schaal zijn drie kettingen bevestigd, waarmee het wierookvat rondgedragen kan worden tijdens de eredienst of opgehangen aan een standaard. Een vierde ketting is bevestigd aan het deksel. Met deze ketting kan het deksel omhoog getrokken worden om wierook bij te vullen. Dit gebeurt door wierookkorrels op gloeiende kolen te leggen.
In de mis is het de priester die de wierookkorrels bijvult. Hierbij maakt de priester een kruisteken boven de wierook ter zegening. Bij het bijvullen van wierook tijdens de mis gaat de thuriferar samen met de navicular naar de priester. Beiden knielen neer. De thuriferar opent het vat door de ketting omhoog te trekken en de navicular opent het scheepje en zorgt ervoor dat het lepeltje naar de priester wijst.

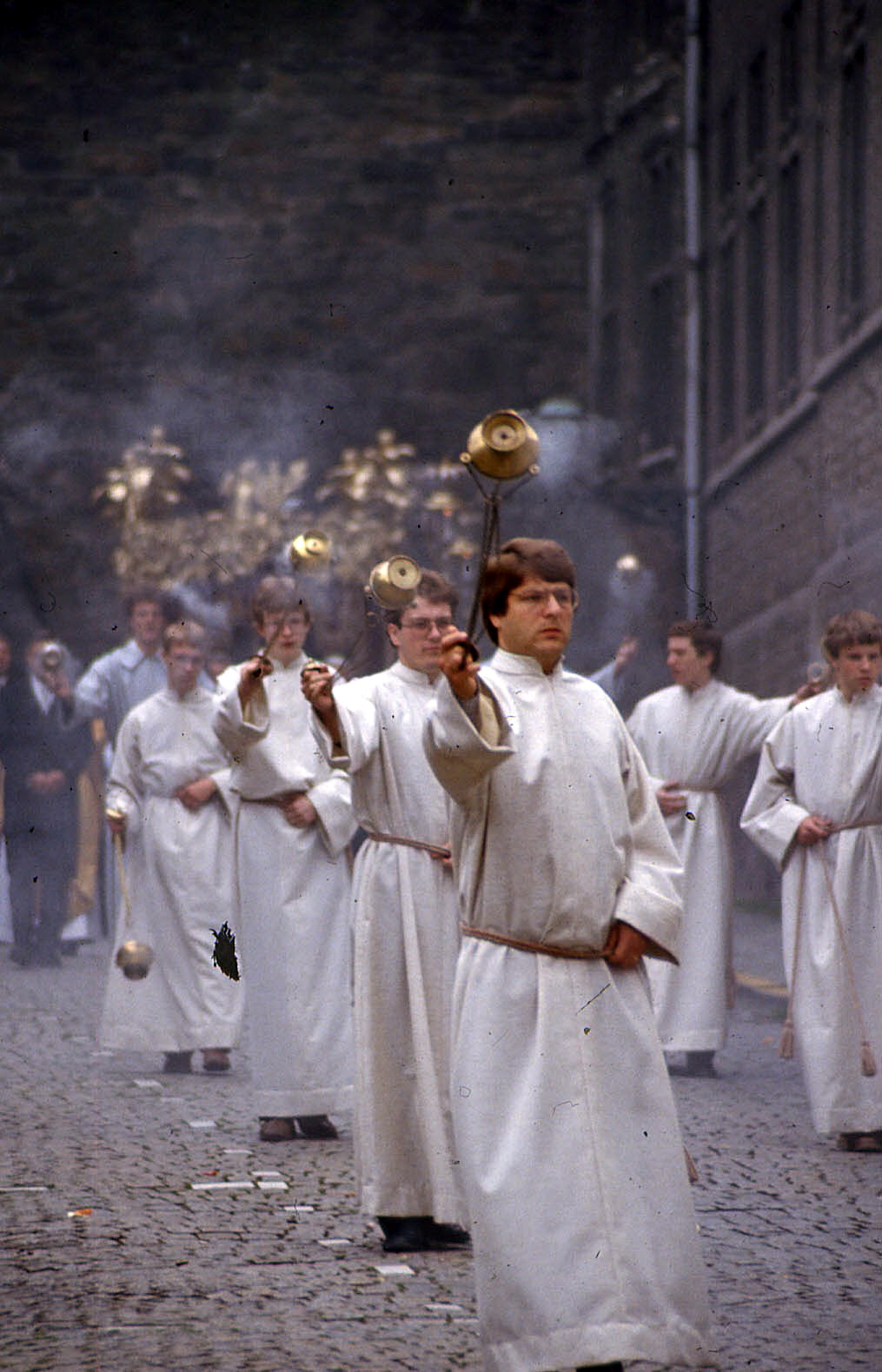
Acolieten met wierookvaten tijdens een processie in Maastricht

Tijdens een liturgische processie wordt het wierookvat voor het processiekruis uit gedragen, ter ere van Jezus op het kruis. Meestal wordt het vat hierbij in de lengterichting gezwaaid. Tijdens sacramentsprocessies zijn er echter minstens twee wierookvaten om de heiligheid van het Allerheiligste (in de vorm van een geconsacreerde hostie in een monstrans) aan te duiden. Hierbij zwaaien de misdienaars de wierook enigszins harder.
Bij het evangelie wordt de wierook ook bijgevuld voor een korte processie naar de ambo. Voor het lezen van het evangelie bewierookt de priester het evangelieboek met driemaal twee slagen.
Bij het offertorium worden het altaar en de gaven bewierookt door de priester. In de regel houdt de thuriferar het stuk kazuifel onder de rechterhand van de priester vast zodat het vat er niet mee in aanraking komt. Als de priester klaar is bewierookt de thuriferar de priester met driemaal twee slagen. Bij hoogfeesten bewierookt hij ook zijn medemisdienaars. In reguliere missen slaat hij dit over maar bewierookt wel de gelovigen met driemaal één slag. Als er gelovigen in de dwarsbeuk zitten, moeten die ook bewierookt worden. Elke vleugel wordt apart bewierookt vanaf het liturgisch centrum.
In andere gevallen, zoals in een Tridentijnse mis, lopen de navicularius, thuriferarius en de ceremoniarius het altaar op. De navicularius geeft het wierookscheepje vervolgens aan de ceremoniarius, terwijl de thuriferarius het wierookvat opent en voor de priester houdt. De ceremoniarius opent het scheepje en biedt de priester het lepeltje aan. Vervolgens schept de priester wierook uit het scheepje en legt deze op de gloeiende kolen en geeft het lepeltje weer terug aan de ceremoniarius. Daarna zegent de priester de wierook. De ceremoniarius geeft het scheepje terug aan de navicularius en neemt vervolgens het wierookvat van de thuriferarius over. De navicularius gaat van het altaar af, terug naar zijn plaats en de ceremoniarius geeft het wierookvat aan de priester. Bij de bewieroking van het altaar, onder andere tijdens het offertorium, staat de ceremoniarius aan de rechterzijde, en de thuriferarius aan de linkerzijde van de priester. Tijdens de bewieroking van het altaar pakt acoliet 1 het altaarmissaal en gaat aan de linker of rechterzijde onder de treden staan. De ceremoniarius en thuriferarius ondersteunen bij de bewieroking de priester bij de kniebuigingen voor het midden van het altaar. Als de priester klaar is zet acoliet 1 het altaarmissaal weer terug en geeft de priester het wierookvat aan de ceremoniarius. De ceremoniarius loopt samen met de thuriferarius het altaar af, bewierookt vervolgens de priester met driemaal twee slagen aan de zijkant van de treden en geeft het wierookvat vervolgens terug aan de thuriferarius. In hoogmissen bewierookt de thuriferarius ook de ceremoniarius en alle medemisdienaars. En bewierookt vervolgens de gelovigen met driemaal één slag.
Tijdens de consecratie wordt er bewierookt bij de opheffing van Brood en de opheffing van Wijn. Hierbij zwaait men driemaal drie slagen.
Tijdens een eucharistische zegen bewierookt de misdienaar het Allerheiligste met telkens drie slagen totdat de zegen ten einde is.

## Soorten
Wierookvaten bestaan in verschillende soorten. In de orthodoxe liturgie worden meestal kleinere modellen gebruikt, die versierd zijn en vaak voorzien zijn van belletjes. Een wierookvat heeft meestal drie buitenste kettingen (de Heilige Drie-eenheid symboliserend) aan de kom, en een vierde ketting (voor de Eenheid van God) aan het deksel. In de Griekse en enkele Russische tradities heeft een pontificaal wierookvat (wordt tegenwoordig ook zonder bisschop gebruikt) twaalf bellen (waarbij hun beltoon de leer van de twaalf apostelen symboliseert), een bel is stil gemaakt, door de korrel eruit te halen, deze bel symboliseert Judas. Een andere betekenis voor de twaalf bellen is: drie voor elke windstreek, waarmee de volkeren der aarde bedoeld worden. Elf bellen maken geluid, de twaalfde is stom. De bellen die luiden, duiden die mensen aan die de weg van de heiligheid bewandelen. De bel die zwijgt vertegenwoordigt hen die zich nog op de weg van het zondige leven bevinden. Een priesterlijk wierookvat heeft vier bellen, deze symboliseren de vier evangelisten. In de vastentijd wordt soms een wierookvat zonder bellen gebruikt.
In de katholieke liturgie bestaan er ook grotere tot soms zeer grote wierookvaten, zoals de beroemde Botafumeiro in Santiago de Compostella. Deze is 1 meter 60 groot en weegt 54 kilo.